# Souls of Mischief
Souls of Mischief es un grupo estadounidense de hip hop, parte del colectivo Hieroglyphics.
El grupo se formó en 1991 por A-Plus, Tajai, Phesto y Opio. Souls of Mischief debutó en 1993 con 93 'til Infinity, lanzado por Jive Records. Más tarde lanzaron los siguientes álbumes: No Man's Land (1995), Focus (1999), Trilogy: Conflict, Climax, Resolution (2000), tras una larga espera, Montezuma's Revenge (2009), y algo similar con "There Is Only Now" junto a Adrian Younge (2014).

## Discografía
- 93 'til Infinity (1993) [Jive Records]
- No Man's Land (1995) [Jive Records]
- Focus (1999) [Hieroglyphics Imperium Recordings]
- Trilogy: Conflict, Climax, Resolution (2000) [Hieroglyphics Imperium Recordings]
- Montezuma's Revenge (2009) [Clear Label Records]
- "There Is Only Now" (2014)